# Anne-Sophie Da Costa
Pour les articles homonymes, voir Da Costa.
Anne-Sophie Da Costa, née le 10 juillet 1982 à Reims, est une enseignante et précédemment pratiquante de boxe anglaise en poids pailles  (moins de 47,6 kg) et poids mi-mouches (moins de 48,9 kg).

## Biographie
Après l'obtention d'un Master II en philosophie, elle est devenue professeur des écoles en 2005 et s'est orientée vers les élèves en difficulté scolaire. Elle a été professeur en SEGPA (section d’enseignement général et professionnel adapté) pendant 16 ans, notamment à Vouziers. Elle s'est ensuite dirigée vers la formation des enseignants et est devenue Médiatrice Formation à l’Atelier Canopé de Charleville-Mézières, jusqu'en août 2024. Elle a obtenu son diplôme universitaire de neuro-éducation en rédigeant un mémoire basé sur le livre "Changer d'état d'esprit : une nouvelle psychologie de la réussite" de Carol Dweck. Actuellement revenue dans l'Éducation nationale, elle est enseignante en primaire à mi-temps et formatrice au CASNAV où elle coordonne la formation des enseignants ayant la charge des enfants issus de familles itinérantes et des gens du voyage. Elle a mis fin à sa carrière le 17 décembre 2021 lors de son 36e combat professionnel. Le sport fait toujours partie de sa vie, elle pratique actuellement le girevoy.

### Carrière de boxeuse

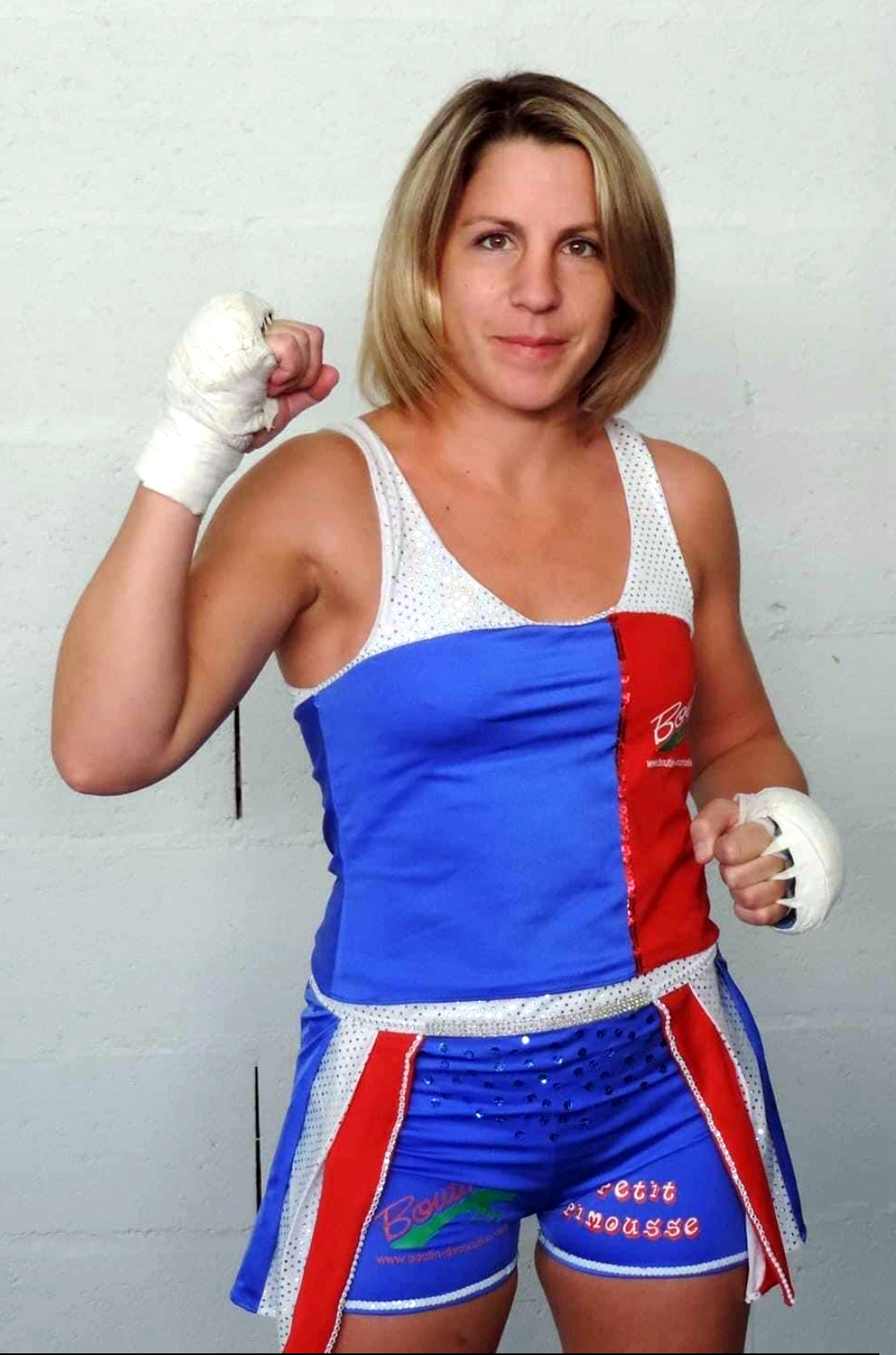
En tenue de boxeuse.

Anne-Sophie n'a jamais pratiqué le sport avant de se mettre à la boxe. Elle était dispensée d'éducation physique et sport pendant son adolescence, et a découvert la boxe une fois adulte, à l'âge de 21 ans. Elle passe les diplômes d'entraîneur de boxe : instructeur puis prévôt fédéral et a la charge des sections de boxe éducative assaut et aéroboxe du Ring Régional de Champagne, second plus ancien club sportif de la ville de Reims (créé en 1937).
Anne-Sophie ne se trouve « pas spécialement douée pour la boxe. Techniquement, il y a des filles bien meilleures que moi, mais j’ai un gros cœur. Je ne lâche rien, je suis généreuse et c’est comme ça que j’ai réussi à décrocher des titres. Le sport m’a montré qu’il ne faut pas se fixer de limites. Il faut s’écouter et foncer. Après, on se ramasse ou pas mais, au moins, on a essayé. »
Entraînée par William Guillaume,, il sera le premier et le seul entraîneur d'Anne-Sophie. Il lui apprend à devenir coach, lui confie la boxe éducative assaut et l'aéroboxe. Elle sera son second dans le coin lors des galas de boxe amateur et professionnelle. Il l'entraînera pendant 19 ans lui permettant d'accéder au haut niveau et à entrer dans le monde professionnel. Ils connaîtront ensemble leurs premières fois sportives puisqu'Anne-Sophie sera la première femme qu'il emmènera aux championnats amateurs puis deviendra sa première boxeuse professionnelle. 

#### En amateur
Anne-Sophie comptabilise 28 combats en amateur : 22 victoires dont 13 avant la limite. Elle a été deux fois vice-championne de France, s'inclinant face à Sarah Ourahmoune, médaillée de bronze aux jeux olympiques. Sélectionnée trois fois en équipe de France, Anne-Sophie obtient le statut de sportive de haut niveau lors de sa carrière en amateur.

#### En professionnel
Anne-Sophie passe en professionnelle en 2009 et effectue 36 combats. Elle participe à douze championnats du monde et en remporte six. Elle totalise 29 victoires, dont 11 avant la limite, et 7 revers.

## Titres professionnels
- Médaille d'or 12 mai 2018 : Halima Vunjabei[10], Cirque de Reims[11]
- Médaille d'or 26 novembre 2016 : Fatuma Yazidu, Gymnase Luis-Ortiz, Saint-Dizier[12].
- Médaille d'or 28 mai 2016 : Soledad Macedo, Gymnase Fréderique-Bronquart, Tinqueux[13].
- Médaille d'or 21 novembre 2015 : Rungnapha  Kaewkrachang, Salle René-Tys, Reims.
- Médaille d'or  9 novembre 2013 : Yesenia Martinez Castrejon, Salle René-Tys, Reims[14].
- Médaille d'or 20 octobre 2012 : Teeraporn Pannimit, Salle Schmitt, Sedan[15].

### Titres mondiaux
- Trois fois championne du monde poids mi-mouches World Boxing Foundation
- Trois fois championne du monde poids pailles World Boxing Federation

## Distinctions
- Médaille de la ville de Reims[16].
- Sacres des sports 2013.